# Bolehošťská Lhota
Bolehošťská Lhota (německy Lhota Bolehoscht) je část obce Bolehošť v okrese Rychnov nad Kněžnou. Nachází se na východě Bolehoště. V roce 2009 zde bylo evidováno 61 adres. V roce 2001 zde trvale žilo 129 obyvatel.
Bolehošťská Lhota leží v katastrálním území Bolehošť o výměře 10,71 km2.

## Historie
Bolehošťská Lhota je spolu s Bolehoští poprvé doložena v roce 1394.

### Exulanti
V době pobělohorské během slezských válek emigrovaly z náboženských důvodů celé rodiny do pruského Slezska. Z Bolehošťské Lhoty a Bolehoště uprchli do Münsterbergu v pruském Slezsku tito obyvatelé:
- Václav Baše, emigroval v roce 1742 s manželkou Rozinou a tříletým synem Janem.[7] Později je roce 1750 uveden v seznamu kolonistů nově založené české exulantské obce Husinec v pruském Slezsku. Patří k zakladatelům Husince.
- Jan Hlaváček, sedlák, emigroval v únoru 1742 s manželkou Dorotou a čtyřmi dětmi.[8] Soupis majetku zanechaný Hlaváčkem v Čechách (obilí, 3 vozy, 2 pluhy, 2 brány, 3 klisny aj.) se nachází ve Státním oblastním archivu v Hradci Králové.[9] Jan Hlaváček zemřel v Münsterbergu 14.8.1742. Jeho syn Jan *(1732) Hlawatschek později patřil mezi spoluzakladatele obce Husinec.
- Matěj Mervant *(1708), zahradník. Emigroval v únoru 1742 s manželkou Dorotou a tříletou dcerou Kateřinou. I jeho majetek v Čechách byl zabaven.[9] Stejně jako Václav Baše odešel do Husince a byl jeho zakladatelem. Zemřel 9.5.1758 v Husinci.

## Významní rodáci
- Václav Baše, jeden ze zakladatelů české exulantské obce Husinec v pruském Slezsku
- Matěj Mervant *(1708-9.5.1758) jeden ze zakladatelů české exulantské obce Husinec